# André Gerin
André Gerin (* 19. Januar 1946 in Vienne, Département Isère) ist ein französischer Politiker der PCF.
Der gelernte Industriezeichner wurde 1985 erstmals Bürgermeister von Vénissieux, was er bis 2009 blieb und war 1993–2012 Abgeordneter der Nationalversammlung für das Département Rhône. Er leitete 2010 eine Parlamentskommission zum  Vollverschleierungsverbot, das in Frankreich im April 2011 in Kraft trat.